# 大田区立馬込小学校
大田区立馬込小学校（おおたくりつ まごめしょうがっこう）は、東京都大田区南馬込にある区立小学校。

## 沿革
- 1878年 - 普新・森・金子の三塾を合わせて、馬込小学校として開校。
- 1889年 - 公立馬込小学校に改称。
- 1932年 - 東京市馬込尋常小学校に改称。
- 1941年 - 東京市馬込国民学校に改称。（国民学校令の発布による）
- 1943年 - 東京都馬込国民学校に改称。（東京都制の施行による）
- 1947年 - 東京都大田区立馬込小学校に改称。（学校教育法の施行による）

## 出身人物
- 沖正一郎 - 初代ファミリーマート社長
- 笠松美樹 - 歌手Sugarのボーカル＆キーボード
- TAKU - 横浜銀蝿のベーシスト
- 米原万里 - 作家

## 交通
- 東急バス長遠寺前徒歩1分
- 都営地下鉄浅草線馬込駅徒歩10分
- 都営地下鉄浅草線西馬込駅徒歩10分